# Claire Noblia
 (mai 2018).
Si vous disposez d'ouvrages ou d'articles de référence ou si vous connaissez des sites web de qualité traitant du thème abordé ici, merci de compléter l'article en donnant les références utiles à sa vérifiabilité et en les liant à la section « Notes et références ».
Claire Noblia (née en avril 1942 à Anglet) est une femme politique, présidente pour le Pays basque français (Iparralde) du parti nationaliste basque EAJ-PNV de juin 2008 à juillet 2009. Elle est aujourd'hui membre d'Eusko Alkartasuna.

## Biographie
Médecin anesthésiste, elle fonda en 1969 la première école en langue basque par immersion sur le territoire français, l'ikastola. Elle fut conseillère municipale de Bayonne de 1989 à 1995. Elle préside actuellement l'association Bakea Bai, en faveur de la paix en Pays basque. Déléguée Aquitaine du Centre national des femmes françaises depuis 2007, elle a reçu, en octobre 2009, de la Fédération Femmes 3000, les Palmes du bénévolat.